# Кубок Англії з футболу 1962—1963
Кубок Англії з футболу 1962—1963 — 82-й розіграш найстарішого футбольного турніру у світі, Кубка виклику Футбольної Асоціації, також відомого як Кубок Англії. Втретє титул здобув Манчестер Юнайтед.

## Перший раунд
| Дата                     | Господарі              | Рахунок | Гості                    |
| ------------------------ | ---------------------- | ------- | ------------------------ |
| 3 листопада              | Андовер                | 0:1     | Джиллінгем               |
| 3 листопада              | Честер Сіті            | 0:2     | Транмер Роверз           |
| 3 листопада              | Честерфілд             | 4:1     | Стокпорт Каунті          |
| 3 листопада              | Бристоль Сіті          | 4:2     | Веллінгтон Таун          |
| 3 листопада              | Вотфорд                | 2:2     | Пул Таун                 |
| 6 листопада Перегравання | Пул Таун               | 1:2     | Вотфорд                  |
| 3 листопада              | Йовіл Таун             | 3:2     | Дартфорд                 |
| 3 листопада              | Ноттс Каунті           | 0:3     | Пітерборо Юнайтед        |
| 3 листопада              | Кру Александра         | 1:1     | Скарборо                 |
| 7 листопада Перегравання | Скарборо               | 2:3     | Кру Александра           |
| 3 листопада              | Лінкольн Сіті          | 1:1     | Дарлінгтон               |
| 7 листопада Перегравання | Дарлінгтон             | 1:2     | Лінкольн Сіті            |
| 3 листопада              | Свіндон Таун           | 4:2     | Редінг                   |
| 3 листопада              | Бакстон                | 2:2     | Барроу                   |
| 5 листопада Перегравання | Барроу                 | 3:1     | Бакстон                  |
| 3 листопада              | Квінз Парк Рейнджерс   | 3:2     | Ньюпорт Каунті           |
| 3 листопада              | Барнслі                | 4:0     | Ріл                      |
| 3 листопада              | Бристоль Роверз        | 0:2     | Порт Вейл                |
| 3 листопада              | Нортгемптон Таун       | 1:2     | Торкі Юнайтед            |
| 3 листопада              | Ковентрі Сіті          | 1:0     | Борнмут                  |
| 3 листопада              | Міллволл               | 3:1     | Маргейт                  |
| 3 листопада              | Галл Сіті              | 5:4     | Крук Таун                |
| 3 листопада              | Карлайл Юнайтед        | 2:1     | Гартліпул Юнайтед        |
| 3 листопада              | Олдем Атлетік          | 2:5     | Бредфорд Сіті            |
| 3 листопада              | Крістал Пелес          | 2:0     | Герефорд Юнайтед         |
| 3 листопада              | Вімблдон               | 2:1     | Колчестер Юнайтед        |
| 3 листопада              | Саутенд Юнайтед        | 2:1     | Брайтон енд Гоув Альбіон |
| 3 листопада              | Блайт Спартанс         | 2:1     | Моркем                   |
| 3 листопада              | Бедфорд Таун           | 2:1     | Кембридж Юнайтед         |
| 3 листопада              | Галіфакс Таун          | 1:0     | Бредфорд Парк-Авеню      |
| 3 листопада              | Челтнем Таун           | 3:6     | Енфілд                   |
| 3 листопада              | Саутпорт               | 1:1     | Рексем                   |
| 7 листопада Перегравання | Рексем                 | 3:2     | Саутпорт                 |
| 3 листопада              | Мейденгед Юнайтед      | 0:3     | Вікем Вондерерз          |
| 3 листопада              | Йорк Сіті              | 0:0     | Рочдейл                  |
| 6 листопада Перегравання | Рочдейл                | 1:2     | Йорк Сіті                |
| 3 листопада              | Олдершот               | 1:0     | Брентфорд                |
| 3 листопада              | Ґейтсгед               | 2:1     | Віган Атлетік            |
| 3 листопада              | Норт Шилдс             | 2:2     | Воркінгтон               |
| 8 листопада Перегравання | Воркінгтон             | 7:2     | Норт Шилдс               |
| 3 листопада              | Гаунслоу               | 3:3     | Менсфілд Таун            |
| 5 листопада Перегравання | Менсфілд Таун          | 9:2     | Гаунслоу                 |
| 3 листопада              | Бостон Юнайтед         | 1:2     | Кінгс-Лінн               |
| 3 листопада              | Саут Шилдс             | 0:0     | Донкастер Роверз         |
| 8 листопада Перегравання | Донкастер Роверз       | 2:1     | Саут Шилдс               |
| 3 листопада              | Челмсфорд Сіті         | 2:6     | Шрусбері Таун            |
| 3 листопада              | Грейвсенд-енд-Нортфліт | 3:2     | Ексетер Сіті             |
| 3 листопада              | Гінклі Атлетік         | 3:0     | Сіттінбурн               |
| 3 листопада              | Фалмут Таун            | 1:2     | Оксфорд Юнайтед          |

## Другий раунд
До другого раунду увійшли переможці першого раунду. 
| Дата                      | Господарі              | Рахунок | Гості           |
| ------------------------- | ---------------------- | ------- | --------------- |
| 24 листопада              | Бристоль Сіті          | 2:1     | Вімблдон        |
| 24 листопада              | Йовіл Таун             | 0:2     | Свіндон Таун    |
| 24 листопада              | Джиллінгем             | 3:0     | Бедфорд Таун    |
| 24 листопада              | Лінкольн Сіті          | 1:0     | Галіфакс Таун   |
| 24 листопада              | Шрусбері Таун          | 2:1     | Торкі Юнайтед   |
| 24 листопада              | Донкастер Роверз       | 1:4     | Транмер Роверз  |
| 24 листопада              | Рексем                 | 5:2     | Барроу          |
| 24 листопада              | Квінз Парк Рейнджерс   | 7:2     | Гінклі Атлетік  |
| 24 листопада              | Барнслі                | 2:1     | Честерфілд      |
| 24 листопада              | Кінгс-Лінн             | 1:2     | Оксфорд Юнайтед |
| 24 листопада              | Бредфорд Сіті          | 3:2     | Ґейтсгед        |
| 24 листопада              | Міллволл               | 0:0     | Ковентрі Сіті   |
| 27 листопада Перегравання | Ковентрі Сіті          | 2:1     | Міллволл        |
| 24 листопада              | Галл Сіті              | 2:0     | Воркінгтон      |
| 24 листопада              | Крістал Пелес          | 2:2     | Менсфілд Таун   |
| 26 листопада Перегравання | Менсфілд Таун          | 7:2     | Крістал Пелес   |
| 24 листопада              | Саутенд Юнайтед        | 0:2     | Вотфорд         |
| 24 листопада              | Блайт Спартанс         | 0:2     | Карлайл Юнайтед |
| 24 листопада              | Порт Вейл              | 2:0     | Олдершот        |
| 24 листопада              | Йорк Сіті              | 2:1     | Кру Александра  |
| 24 листопада              | Пітерборо Юнайтед      | 1:0     | Енфілд          |
| 24 листопада              | Грейвсенд-енд-Нортфліт | 3:1     | Вікем Вондерерз |

## Третій раунд
| Дата                    | Господарі         | Рахунок | Гості                   |
| ----------------------- | ----------------- | ------- | ----------------------- |
| 5 січня                 | Престон Норт-Енд  | 1:4     | Сандерленд              |
| 5 січня                 | Транмер Роверз    | 2:2     | Челсі                   |
| 30 січня Перегравання   | Челсі             | 3:1     | Транмер Роверз          |
| 5 січня                 | Плімут Аргайл     | 1:5     | Вест-Бромвіч Альбіон    |
| 8 січня                 | Грімсбі Таун      | 1:3     | Лестер Сіті             |
| 9 січня                 | Рексем            | 0:3     | Ліверпуль               |
| 9 січня                 | Менсфілд Таун     | 2:3     | Іпсвіч Таун             |
| 15 січня                | Барнслі           | 0:3     | Евертон                 |
| 16 січня                | Тоттенгем Готспур | 0:3     | Бернлі                  |
| 16 січня                | Бристоль Сіті     | 1:1     | Астон Вілла             |
| 7 березня Перегравання  | Астон Вілла       | 3:2     | Бристоль Сіті           |
| 26 січня                | Лутон Таун        | 0:2     | Свіндон Таун            |
| 26 січня                | Портсмут          | 1:1     | Сканторп Юнайтед        |
| 7 березня Перегравання  | Сканторп Юнайтед  | 1:2     | Портсмут                |
| 26 січня                | Свонсі Сіті       | 2:0     | Квінз Парк Рейнджерс    |
| 29 січня                | Ноттінгем Форест  | 4:3     | Вулвергемптон Вондерерз |
| 29 січня                | Карлайл Юнайтед   | 0:1     | Грейвсенд-енд-Нортфліт  |
| 30 січня                | Арсенал           | 5:1     | Оксфорд Юнайтед         |
| 4 лютого                | Дербі Каунті      | 2:0     | Пітерборо Юнайтед       |
| 4 лютого                | Вест Гем Юнайтед  | 0:0     | Фулгем                  |
| 20 лютого Перегравання  | Фулгем            | 1:2     | Вест Гем Юнайтед        |
| 11 лютого               | Лейтон Орієнт     | 1:1     | Галл Сіті               |
| 19 лютого Перегравання  | Галл Сіті         | 0:2     | Лейтон Орієнт           |
| 13 лютого               | Саутгемптон       | 5:0     | Йорк Сіті               |
| 18 лютого               | Чарльтон Атлетік  | 1:0     | Кардіфф Сіті            |
| 20 лютого               | Вотфорд           | 2:0     | Ротергем Юнайтед        |
| 21 лютого               | Шрусбері Таун     | 1:1     | Шеффілд Венсдей         |
| 7 березня Перегравання  | Шеффілд Венсдей   | 2:1     | Шрусбері Таун           |
| 27 лютого               | Джиллінгем        | 2:4     | Порт Вейл               |
| 4 березня               | Манчестер Юнайтед | 5:0     | Гаддерсфілд Таун        |
| 4 березня               | Норвіч Сіті       | 1:1     | Блекпул                 |
| 6 березня Перегравання  | Блекпул           | 1:3     | Норвіч Сіті             |
| 5 березня               | Блекберн Роверз   | 1:1     | Мідлсбро                |
| 11 березня Перегравання | Мідлсбро          | 3:1     | Блекберн Роверз         |
| 5 березня               | Бірмінгем Сіті    | 3:3     | Бері                    |
| 7 березня Перегравання  | Бері              | 2:0     | Бірмінгем Сіті          |
| 6 березня               | Волсолл           | 0:1     | Манчестер Сіті          |
| 6 березня               | Лінкольн Сіті     | 1:5     | Ковентрі Сіті           |
| 6 березня               | Шеффілд Юнайтед   | 3:1     | Болтон Вондерерз        |
| 6 березня               | Лідс Юнайтед      | 3:1     | Сток Сіті               |
| 7 березня               | Бредфорд Сіті     | 1:6     | Ньюкасл Юнайтед         |

## Четвертий раунд
У цьому раунді зіграли переможці попереднього етапу.
| Дата                    | Господарі              | Рахунок | Гості                  |
| ----------------------- | ---------------------- | ------- | ---------------------- |
| 26 січня                | Бернлі                 | 1:1     | Ліверпуль              |
| 20 лютого Перегравання  | Ліверпуль              | 2:1     | Бернлі                 |
| 29 січня                | Свіндон Таун           | 1:5     | Евертон                |
| 30 січня                | Лестер Сіті            | 3:1     | Іпсвіч Таун            |
| 12 лютого               | Грейвсенд-енд-Нортфліт | 1:1     | Сандерленд             |
| 18 лютого Перегравання  | Сандерленд             | 5:2     | Грейвсенд-енд-Нортфліт |
| 27 лютого               | Саутгемптон            | 3:1     | Вотфорд                |
| 4 березня               | Вест Гем Юнайтед       | 1:0     | Свонсі Сіті            |
| 4 березня               | Лейтон Орієнт          | 3:0     | Дербі Каунті           |
| 6 березня               | Вест-Бромвіч Альбіон   | 0:0     | Ноттінгем Форест       |
| 11 березня Перегравання | Ноттінгем Форест       | 2:1     | Вест-Бромвіч Альбіон   |
| 6 березня               | Чарльтон Атлетік       | 0:3     | Челсі                  |
| 11 березня              | Манчестер Юнайтед      | 1:0     | Астон Вілла            |
| 12 березня              | Арсенал                | 2:0     | Шеффілд Венсдей        |
| 13 березня              | Манчестер Сіті         | 1:0     | Бері                   |
| 13 березня              | Портсмут               | 1:1     | Ковентрі Сіті          |
| 16 березня Перегравання | Ковентрі Сіті          | 2:2     | Портсмут               |
| 19 березня Перегравання | Портсмут               | 1:2     | Ковентрі Сіті          |
| 13 березня              | Норвіч Сіті            | 5:0     | Ньюкасл Юнайтед        |
| 13 березня              | Порт Вейл              | 1:2     | Шеффілд Юнайтед        |
| 16 березня              | Мідлсбро               | 0:2     | Лідс Юнайтед           |

## П'ятий раунд
На цьому етапі зіграли переможці попереднього раунду.
| Дата       | Господарі         | Рахунок | Гості           |
| ---------- | ----------------- | ------- | --------------- |
| 16 березня | Саутгемптон       | 1:0     | Шеффілд Юнайтед |
| 16 березня | Манчестер Сіті    | 1:2     | Норвіч Сіті     |
| 16 березня | Вест Гем Юнайтед  | 1:0     | Евертон         |
| 16 березня | Манчестер Юнайтед | 2:1     | Челсі           |
| 16 березня | Арсенал           | 1:2     | Ліверпуль       |
| 16 березня | Лейтон Орієнт     | 0:1     | Лестер Сіті     |
| 19 березня | Ноттінгем Форест  | 3:0     | Лідс Юнайтед    |
| 25 березня | Ковентрі Сіті     | 2:1     | Сандерленд      |

## Шостий раунд
На цьому етапі зіграли переможці попереднього раунду.
| Дата                  | Господарі        | Рахунок | Гості             |
| --------------------- | ---------------- | ------- | ----------------- |
| 30 березня            | Ноттінгем Форест | 1:1     | Саутгемптон       |
| 3 квітня Перегравання | Саутгемптон      | 3:3     | Ноттінгем Форест  |
| 6 квітня Перегравання | Ноттінгем Форест | 0:5     | Саутгемптон       |
| 30 березня            | Ліверпуль        | 1:0     | Вест Гем Юнайтед  |
| 30 березня            | Ковентрі Сіті    | 1:3     | Манчестер Юнайтед |
| 30 березня            | Норвіч Сіті      | 0:2     | Лестер Сіті       |

## Півфінали
У півфіналах зіграли команди, що перемогли на попередньому етапі.
| Дата      | Господарі         | Рахунок | Гості       |
| --------- | ----------------- | ------- | ----------- |
| 27 квітня | Манчестер Юнайтед | 1:0     | Саутгемптон |
| 27 квітня | Лестер Сіті       | 1:0     | Ліверпуль   |

## Фінал
| 25 травня 1963 |

| Манчестер Юнайтед     | 3:1      | Лестер Сіті |
| --------------------- | -------- | ----------- |
| Лоу 30' Герд 57', 85' | Протокол | Кейворт 80' |

| Вемблі, Лондон Глядачів: 99 604 Арбітр: Кен Астон |